# Journey (datorspel)
Journey är ett videospel från Thatgamecompany till Playstation 3. Journey släpptes den 13 mars 2012 via Playstation Store. I spelet kontrollerar spelaren en karaktär klädd i en röd rob i en vidsträckt öken. Karaktären färdas mot ett berg vid horisonten. Andra spelare på samma resa kan upptäckas, en i taget, utmed vägen; de två spelarna kan hjälpa varandra, men inte kommunicera med varandra via vare sig tal eller text. De kan ej heller se varandras namn, som istället är ersatta av en glyf. Den enda formen av kommunikation som existerar mellan de två spelarna sker via ordlös "sång". Detta ljud genomsyrar även de svävande tygstyckena som finns i hela spelet och som har en magisk kraft som påverkar spelvärlden. De rob-beklädda figurerna bär även en scarf som låter spelaren flyga. Dock innehar scarfen bara en ytterst begränsad mängd kraft, som måste laddas upp genom att beröra de förut nämnda svävande tygstyckena.
Tanken med Journey var enligt utvecklarna att ge en känsla av litenhet och förundran hos spelaren, och att skapa en emotionell koppling mellan dem och de anonyma spelare de möter längs vägen. Musiken, som komponerats av Austin Wintory, svarar dynamiskt på spelarens handlingar och skapar spelets emotionella del i berättandet. Journey har mötts av positiv kritik och kallats en rörande och emotionell upplevelse. Spelet har hyllats för sitt bildspråk och ljud samt den känsla av kamratskap som uppstår när man spelar med en främling. 
Journey är det sista av tre spel av Thatgamecompany, som spelutvecklaren enligt en överenskommelse skulle skapa åt Sony. De två första var Flow och Flower. En samlarutgåva för detaljhandeln innehållande de två föregående titlarna och Journey samt extramaterial släpptes den 28 augusti 2012. Spelet släpptes digitalt till Playstation 4 den 21 juli 2015 och en fysisk utgåva släpptes den 2 oktober samma år.

## Spelupplägg
I Journey kontrollerar spelaren en karaktär, klädd i en röd särk, i en vidsträckt öken. Efter en introduktionssekvens där en stjärna faller mot marken ser spelaren karaktären sittande i sanden, med ett berg i bakgrunden som avger ett bländade vitt sken. Vägen till berget, som är spelets slutliga destination, är indelad i flera sektioner som spelaren reser genom i en linjär ordning. Spelaren styr karaktären, och även kameran, som vanligtvis följer efter bakom karaktären, antingen med de analoga spakarna eller genom att luta sin kontroll. Karaktären kan få en musikalisk ton att ljuda genom en knapptryckning. Längden och volymen på tonen varierar beroende på hur länge man håller knappen intryckt; själva tonen håller samma klang som bakgrundsmusiken. Med undantag av huvudmenyn, några enkla instruktioner samt eftertexterna, finns det inga ord i vare sig tal eller skriven form genom hela spelet.
Den särkklädda karaktären bär även en scarf som, när den laddats genom att närma sig svävande tygstycken, låter spelaren hoppa och flyga. Laddningen representeras visuellt genom lysande runor på scarfen. Genom att vidröra de lysande symbolerna som finns utspridda i spelet kan man förlänga scarfen, vilket i sin tur förlänger den tid spelaren kan vara luftburen. Även större remsor av tyg finns utspridda bland ruinerna, dessa kan förändras, från stela och tråkigt grå till livligt röda, genom att spelaren "sjunger" vid dem. Genom detta kan man förändra världen då tygstyckena släpps fria, de formar broar och karaktären kan levitera vid dem. I senare sektionerna finns det även varelser gjorda av tyg som antingen ignorerar spelaren eller hjälper denne, medan det även finns större varelser i sten som kan slita isär spelarens scarf.
I varje sektion kan spelaren möta andra spelare som tillfälligt ansluts till dennes spel. När spelarna rör vid varandra laddar de upp varandras scarfar. De kan inte kommunicera med varandra förutom med den ton de kan frambringa. Spelarna kan hjälpa varandra genom att aktivera tygstycken eller visa vägen, men de kan inte hindra varandra och är inte heller nödvändiga för att fortsätta spelet. När spelarna klarar en sektion tillsammans, är de fortfarande tillsammans i början av nästkommande sektion; i annat fall fortsätter spelaren ensam tills en ny medspelare ansluts. Alla karaktärerna är näst intill identiska, men kan skilja varandra åt via mönstret på roben samt den distinkta glyf som visas när en spelare "sjunger". Tiden det tar att spela igenom spelet från början till slut är mellan två och tre timmar.

## Handling
Journeys berättelse presenteras ordlöst via för-renderade mellansekvenser under spelets gång. Spelarens karaktär, en resande, börjar på en sanddyn i en till synes oändlig öken. Långt borta vid horisonten skymtas ett stort, ensamt, förebådande berg; med en strålande skreva som delar dess topp. Medan den resande rör sig mot berget, finner denne resterna av en gång blomstrande civilisation, som eroderats av tid och sand. Bland ruinerna vid slutet av varje sektion finns det en staty där den resande kan vila. Denna ger korta visioner där den resande möter en stor, vitklädd karaktär. De står båda i ett cirkelformat rum omgivna av fresk-liknande målningar som skildrar inte bara civilisationens uppkomst och fall, utan även den resandes färd genom den.
Den resande fortsätter sin färd djupare in i en gång vidsträckt stad vid foten av berget. Därefter, när berget slutligen är nått, börjar den resande kampen att bestiga det och upplever ett kallare klimat. Medan skrevan på toppen av berget fortfarande är långt borta utsätts karaktären för både meterdjup snö, kraftiga vindar och en rasande snöstorm. Något som får den resande att till slut falla ihop av utmattning. Den resande blir liggande, till synes livlös, i snöstormen. Flera av de vitklädda karaktärerna framträder och ger den resande ny energi vilket låter denne nå toppen av berget och sedan gå in i skrevan, samtidigt som skärmen vitnar. Spelaren får sedan se spelets eftertexter som visar en filmisk avslutning om hur en fallande stjärna som skjut från skrevan genomkorsar vägen den resande tog genom ruinerna och ger glimtar av andra resande på väg mot berget. Slutligen når stjärnan sitt mål, vid sanddynen resan startade vid, och spelaren får valet att påbörja en ny resa.

## Utveckling

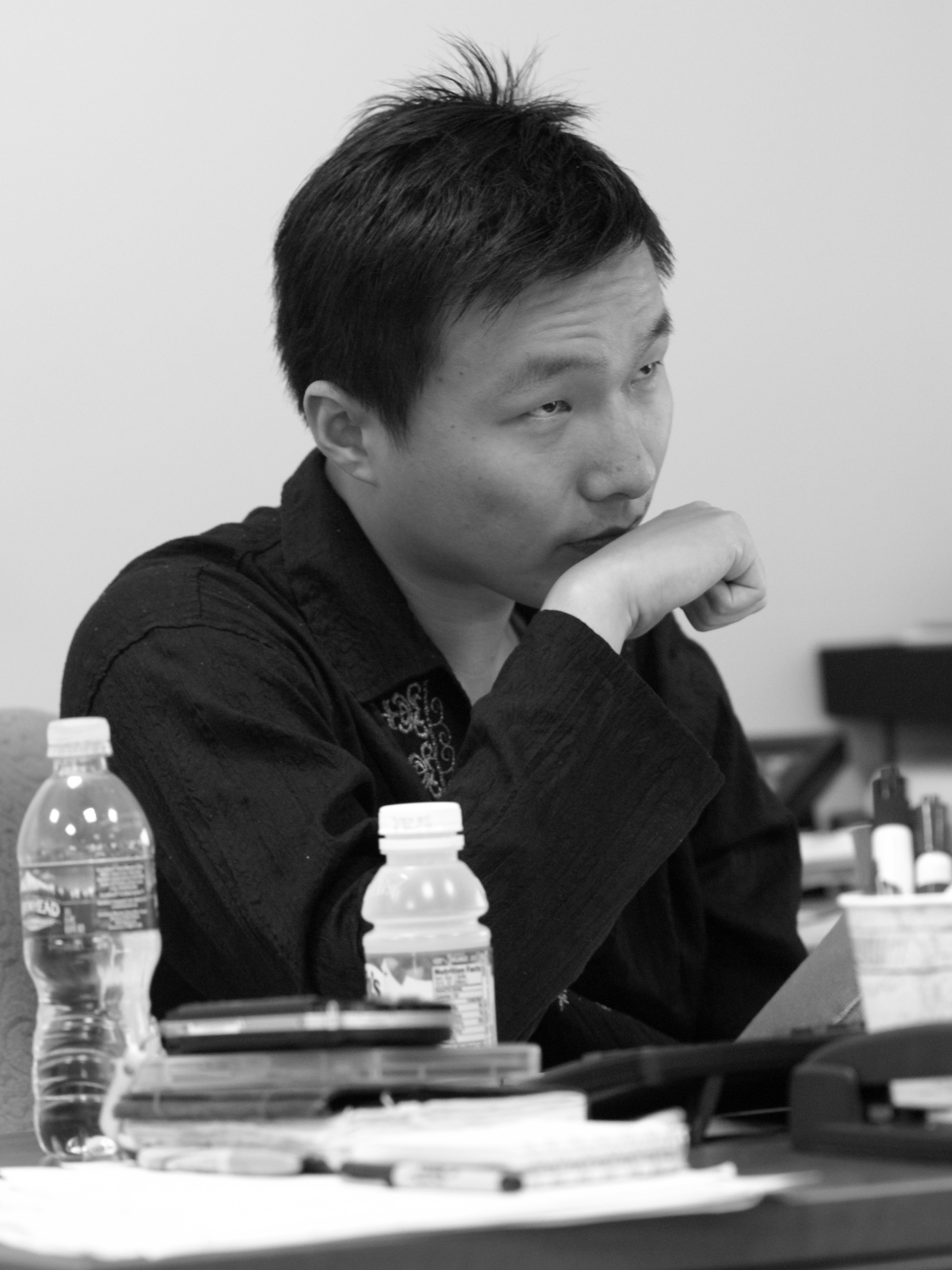
Regissören Jenova Chen den 31 juli 2007.

Utvecklingen av Journey påbörjades 2009 när Thatgamecompany:s föregående spel Flower släppts. Utvecklingsteamet bakom spelet, totalt arton stycken, bestod till större delen av skaparna till studions föregående titlar, inklusive deras medgrundare Jenova Chen som kreativt ansvarig. Kellee Santiago, Thatgamecompany:s förre producent, återtog inte sin gamla roll utan valde istället att koncentrera sig på sin roll som företagets VD, och ersattes av Robin Hunicke. När utvecklingen väl tog vid, räknade Sony med att spelet skulle bli klart på ett år, snarare än de tre år det slutligen tog. Thatgamecompany hade dock hela tiden förväntat sig att de skulle behöva mer tid för att färdigställa spelet, då de ansåg att ett år var en "orealistisk" tidsplan. Trots det tog det längre tid än förväntat för båda parterna, eftersom arbetslaget hade svårt att sätta samman de idéer de hade för spelet, samt att hålla den interna kommunikationen effektiv då laget utökats från ursprungliga sju personer till slutliga arton personer. Stressen från projektet ledde till en känsla av att det inte fanns tillräckligt med tid och pengar till att färdigställa allt det utvecklingsteamet ville, vilket skapade ännu mer stress och osämja kring spelets design. De slutade med att utvecklarna drog ner på övertiden som de tillbringade på projektet för att undvika utbrändhet, trots att detta skapade ytterligare förseningar och riskerade att företaget skulle få slut på pengar medan spelet närmade sig sitt färdigställande. Hunicke beskrev lösningen på hur de till sist slutförde spelet som en lektion i att lära sig att släppa de spänningar och idéer som de inte kunde få med i spelet, och att lära sig att "vara snälla mot varandra".
Det var tänkt att spelet skulle få spelaren att känna sig "liten" och generera en känsla av förundran över omgivningen. Grundidén till spelet som designades av Chen, var att skapa ett spel som gick bortom den "vanliga förgör/döda/vinn-mentaliteten" som finns hos flera andra spel. Utvecklarna skapade inledningsvis en prototyp kallad "Dragon" där det var tänkt att spelarna skulle turas om att dra på sig uppmärksamheten från ett stort monster och på så sätt skydda varandra. Denna idé kasserades så småningom då de upptäckte att det var alldeles för lätt för spelaren att ignorera de andra spelarna till förmån för sina egna mål. Utvecklarna förädlade spelidén likt en "japansk trädgård", där de försökte ta bort alla spelelement som inte passade in med de andra, så att den känsla de ville väcka skulle komma fram. Genom denna minimalism var det tänkt att spelet skulle kännas intuitivt, så att spelaren kunde utforska och få en känsla av förundran utan explicita instruktioner. Spelets handling skrevs för att likna Joseph Campbells begrepp Hjälteresan, eller monomyten, för att öka den emotionella kopplingen mellan spelarna när de reser tillsammans.
Flerspelare-delen av Journey är designad på ett sådant sätt att även om den tillåter samarbete, så sker detta utan tvång och konkurrens. Istället låter det spelaren känna en samhörighet med andra spelare genom att utforska tillsammans, istället för att prata eller slåss med dem. Planen var att "skapa ett spel där folk känner att de är sammankopplade med varandra, för att visa dem den positiva sidan av mänskligheten i dem". Utvecklarna kände att fokuset på att bry sig om den andra spelaren skulle bli för utspätt av för många spelelement, så som uppdrag och uppgifter, och att spelaren skulle fokusera på det istället och "ignorera" de andra spelarna. De kände också att text- och röstkommunikation mellan spelarna eller att visa användarnamnet skulle leda till att fördomar och förutfattade meningar kom emellan.

## Lansering och mottagande
| Journey | Journey |
| Samlingsbetyg | Samlingsbetyg |
| Tjänst | Betyg |
| --- | --- |
| Gamerankings | 94.80% (23 recensioner) (PS4) 92.46% (53 recensioner) (PS3) |
| Metacritic | 93/100 (41 recensioner) (PS4) 92/100 (78 recensioner) (PS3) |
| Recensionsbetyg | |
| Publikation | Betyg |
| Edge | [ 7 ] |
| Electronic Gaming Monthly | [ 21 ] |
| Eurogamer | [ 6 ] |
| Game Informer | [ 3 ] [ 22 ] |
| Game Revolution | [ 23 ] [ 24 ] |
| Gamespot | (PS3) (PS4) |
| Gamesradar | [ 26 ] |
| GamesTM | [ 27 ] |
| Gametrailers | [ 28 ] |
| IGN | [ 5 ] [ 29 ] |
| Official PlayStation Magazine (UK) | [ 30 ] |
| Videogamer.com | [ 31 ] |
| Wired | [ 32 ] |
| Gamereactor | [ 33 ] |
| \| Utmärkelser \| Utmärkelser \| \| Publikation \| Utmärkelse \| \| --------------------- \| ---------------------------------------------------------------------------------------------------------------------------------------------------------------------------------------------------------------------------------------- \| \| Grammy Award \| Best Score Soundtrack For Visual Media 2013, nominerad [34] \| \| BAFTA Game Award 2013 \| Artistic Achivment, vinnare [35] Audio Achivment, vinnare [35] Game Design, vinnare [35] Online - Multiplayer, vinnare [35] Original Music, vinnare [35] Best Game, nominerad [35] Game Innovation, nominerad [35] Story, nominerad [35] \| | |
| Utmärkelser | |
| Publikation | Utmärkelse |
| Grammy Award | Best Score Soundtrack For Visual Media 2013, nominerad |
| BAFTA Game Award 2013 | Artistic Achivment, vinnare Audio Achivment, vinnare Game Design, vinnare Online - Multiplayer, vinnare Original Music, vinnare Best Game, nominerad Game Innovation, nominerad Story, nominerad |

Spelet släpptes den 13 mars 2012 för nerladdning på Playstation Network. En avdelning för Journey på Playstation Home kom till den 14 mars 2012, och liknar till utseendet spelet. En samlarutgåva för detaljhandeln avslöjades under juni 2012. Förutom Journey innehåller utgåvan även Flow och Flower; skaparnas kommentarer, konst, gallerier och musiken till alla tre spelen; minispelen Gravediggers, Duke War!! och Nostril Shot, skapade under Thatgamecompany:s Game Jam, samt extramaterial till Playstation 3. Det släpptes den 28 augusti 2012. Den 27 augusti 2012 gick Sony och Thatgamecompany ut med att en inbunden bok kallad "The Art of Journey" skulle komma i september 2012. Boken, skriven av spelets kreativt ansvariga Matt Nava, innehåller detaljer om spelets grafik, från konceptbilder till spelets slutliga utseende.
Journey har nått både kritisk och kommersiell framgång. Spelet blev vid sin publicering Playstation Stores snabbast säljande spel någonsin både i Nordamerika och Europa. Vid Electronic Entertainment Expo 2011 vann spelet utmärkelser för Best Download Game från 1UP.com, Gamespy, och Gametrailers. 
 Journey har fått många lovord från kritiker, som berömt både det visuella och auditiva utförandet, samt den känslomässiga reaktion som skapas när man spelar med en främling. Ryan Clements från IGN beskriver spelet som "det vackraste spelet för sin tid", och tillägger, "varje moment är som en målning, skickligt inramad och upplyst". Jane Douglas från Gamespot instämde och kallar Journey "obevekligen vackert" och hyllar det för spelvärldens visuella mångfald samt skildringen av den porlande sanden. Även Matt Miller från Game Informer berömde animeringen av sanden och varelserna, och kallade spelet för ett "visuellt praktexemplar". Även musiken har blivit lovordad, med Millers beskrivning, "[ett] hissnande musikaliskt verk"; och Douglas, "rörande, dynamisk musik".
Recensenter berömde den känslomässiga upplevelsen av att spela spelet, särskilt med andra spelare. Christian Donlan från Eurogamer beskrev det som en "icke-konfessionell religiös upplevelse" som, med tillägg av en annan spelare, går bortom metaforer och blir för spelaren en "pilgrimsfärd". En recensent från Edge sade att den emotionella delen av spelet träffar med "ibland häpnadsväckande kraft", medan Patrick Shaw från Wired sade att spelet fick honom att känna ett "brett spektrum av känslor... förundran, rädsla, och även sorg". Miller sade att alla de tre gånger han spelat spelet så har, "varje gång, utan att misslyckas, enskilda ögonblick ... lyckats ge mig gåshud, och dessa ögonblick har förblivit i mitt sinne i flera veckor efteråt". Joel Gregorius från Official Playstation Magazine berömmer spelets handling för att det är öppet för spelarens egen tolkning och lämnar en "oemotståndlig oklarhet". Tillägget av en icke namngiven andra spelare beskrevs av Donlan som briljant och ett "genidrag", Edge sade att det skapade "en mer absorberande, mer atmosfärisk upplevelse".
De få anmärkningar som spelet fått är inriktade på dess längd och tempo. Clements anmärkte att inte alla skulle uppskatta ett spel med en "avsiktlig, melankolisk takt" och kort varaktighet, något även Edges recension noterade. Miller påpekade avsaknaden av en "komplex spelupplevelse" i Journey, och Shaw sade att det var "synd" att spelet bara var några timmar långt, dock sa Douglas att längden var "exakt rätt". Miller drog slutsatsen att spelet skulle kunna jämföras med "en musikalisk konsert, en välregisserad film eller en efterlängtad bok", medan Clements avrundade och sade "att avsluta Journey kommer att skapa minnen som varar i flera år". 

## Musik
Musiken i Journey komponerades av Austin Wintory, som förut jobbat tillsammans med Thatgamecompanys tidigare titel Flow. Wintory arbetade på musiken tillsammans med spelets ljuddesigner, Steve Johnson, och dess programmerare så att musiken dynamiskt skulle knyta an till spelarens olika handlingar och ljud. Detta skulle skapa en känsla av att musiken "spelades i realtid". Johnson tyckte att kortare stycken med loopad musik som inte reagerade med spelaren skulle vara en "förlorad möjlighet". Han ville skapa musik som var dynamiskt föränderlig samtidigt som den skulle innehålla en känslomässigt uppbyggd stämning. I början av spelets utveckling träffade Jenova Chen Wintory och berättade om sin  vision av spelet. Wintory spenderade den kvällen med att komponera och spela in det huvudsakliga musikaliska temat med sin cello. Under de kommande tre åren, medan spelet utvecklades, fortsatte Wintory att experimentera och avfärda en "stor hög" med idéer.
Olikt många andra spel, där olika sånger har olika teman beroende på karaktär eller område, valde Wintory att basera alla stycken på ett tema. Detta tema stod för spelaren och dennes resa, där solona med cellon representerade i synnerhet spelaren. Wintory beskrev musiken "som en stor cellokonsert där du är solisten och alla de andra instrumenten representerar världen runt om dig", dock beskriver Wintory det inte nödvändigtvis som "orkestral" eftersom det finns "en tung elektronisk aspekt till det". Cellon börjar spelet som "nedsänkt i ett hav av elektroniska ljud", innan den börjar växa fram på egen hand för att sedan gå ihop till en "väv" av en hel orkester, som speglar spelarens egen resa till berget. Även om stilen på spelet är baserat på flera olika kulturer, har Wintory försökt undvika alla uppenbara kulturella influenser i musiken för att göra den "så universal och kultur-lös som möjligt". Tina Guo var med i egenskap av cellist i musiken. Hon är en god vän till Wintory och har sedan framfört "Wowen Variations" tillsammans med honom, ett åtta minuter långt variationsstycke till Journeys soundtrack. Alla icke elektroniska instrument i musiken spelades in med en liveorkester.
Soundtracket släpptes som ett album den 10 april 2012 på Itunes och Playstation Network. Albumet är en samling av de "mest betydelsefulla" styckena av soundtracket, arrangerat av Wintory på ett sådant sätt att det ska kunna stå utan kontexten från spelarens handlingar. Albumet består av 18 låtar och är över 58 minuter långt. Det sista spåret, "I Was Born for This", inkluderar sångerskan Lisbeth Scott, sjungandes utdrag ur de kända hjältesagorna Aeneiden, Beowulf, Iliaden, ett stycke från en av Matsuo Bashō haikus samt citat av Jeanne d’Arc på deras respektive originalspråk. Albumet nådde Itunes topp 10 lista för soundtrack i fler än 20 länder. Det nådde även plats 116 på Billboardlistan med över 4000 sålda exemplar den första veckan, det näst högsta antalet för ett album baserat på ett tv- och datorspel. Under 2012 släppte Wintory ett digitalt album med musik, kallat Journey Bonus Bundle på Bandcamp, som innehöll variationer på teman från Journey och  Flow. Soundtracket nominerades till en Grammy i kategorin "Best Score Soundtrack for Visual Media" på 2013 års Grammygala och blev det första tv-spelet som nominerades i den kategorin.
| 1.           | Nascence            | 1:47  |
| 2.           | The Call            | 3:39  |
| 3.           | First Confluence    | 1:40  |
| 4.           | Second Confluence   | 2:20  |
| 5.           | Threshold           | 6:05  |
| 6.           | Third Confluence    | 1:40  |
| 7.           | The Road of Trials  | 4:16  |
| 8.           | Fourth Confluence   | 1:07  |
| 9.           | Temptations         | 4:13  |
| 10.          | Descent             | 2:40  |
| 11.          | Fifth Confluence    | 1:23  |
| 12.          | Atonement           | 6:11  |
| 13.          | Final Confluence    | 2:06  |
| 14.          | The Crossing        | 1:58  |
| 15.          | Reclamation         | 2:16  |
| 16.          | Nadir               | 3:37  |
| 17.          | Apotheosis          | 7:07  |
| 18.          | I Was Born for This | 4:41  |
| Total längd: | Total längd:        | 58:34 |